# لويس مانويل لوبيز جيل
لويس مانويل لوبيز جيل (بالإسبانية: Luis Manuel López Gil)‏ (4 مايو 1975 بمدريد في إسبانيا - ) هو لاعب كرة قدم إسباني في مركز الوسط. لعب مع نادي تيراسا ‏.

## وصلات خارجية
- لويس لوبيز على موقع قاعدة بيانات كرة القدم.إي يو (الإنجليزية)